# Ivana Rentsch
Ivana Rentsch (* 1974 in Olten) ist eine Schweizer Musikwissenschaftlerin und Hochschullehrerin an der Universität Hamburg.

## Leben und Wirken
Nach der Matura an der Kantonsschule Olten studierte Rentsch Musikwissenschaft, Medienwissenschaft und Linguistik an der Universität Zürich. Ab 2000 war sie fünf Jahre als Wissenschaftliche Mitarbeiterin und Assistentin am Musikwissenschaftlichen Institut der Universität Bern. 2004 wurde sie mit ihrer Arbeit über Bohuslav Martinůs Opern der Zwischenkriegszeit promoviert. 2005 wurde ihr ein Forschungsstipendium an den österreichischen Universitäten Graz und Salzburg für das Projekt Der Tanz in der Partitur gewährt (Schweizerischer Nationalfonds).
Von 2006 bis 2013 war Rentsch Assistentin am Musikwissenschaftlichen Institut der Universität Zürich. Sie habilitierte sich dort 2010 mit ihrer Studie über die Bedeutung des Tanzes für die Instrumentalmusik und Musiktheorie der Frühen Neuzeit. Zugleich nahm sie Lehraufträge an den Universitäten Basel, Bern, Fribourg und Graz wahr. Seit 2013 ist Rentsch Professorin für Historische Musikwissenschaft an der Universität Hamburg.
Sie ist mit dem Musikwissenschaftler Arne Stollberg verheiratet.

## Forschungs- und Publikationsschwerpunkte
Rentsch ist Mitherausgeberin der Zeitschrift Die Musikforschung und Mitglied des wissenschaftlichen Beirats sowohl der Bohuslav Martinů Complete Edition (Bohuslav Martinů Stiftung Prag, Bärenreiter-Verlag), als auch der Recherche sur la musique française XVIIe–XVIIIe siècles. Nouvelle série und der Zeitschrift Musicologica slovaca (Slowakische Akademie der Wissenschaften).

## Veröffentlichungen (Auswahl)
- Anklänge an die Avantgarde – Bohuslav Martinůs Opern der Zwischenkriegszeit. Steiner, Stuttgart 2007. (Beihefte zum Archiv für Musikwissenschaft; 61). (Leicht überarb. Diss. Univ. Bern 2004).
- Die Poesie der Oper. Bohuslav Martinus Theaterästhetik als Gegenentwurf zum Musikdrama. In: Ulrich Tadday (Hrsg.): Bohuslav Martinů. Edition Text + Kritik, München 2009, ISBN 978-3-86916-017-7. (Musik-Konzepte. Neue Folge; Sonderband 2009,11), S. 61–77.